# Lạc Quới (Tri Tôn)
Lạc Quới is een xã in het district Tri Tôn, een van de districten in de Vietnamese provincie An Giang in de Mekong-delta. Lạc Quới ligt tegen de grens met Cambodja en is dus een grensdorp.